# 千江田村
千江田村（ちえだむら）は群馬県の南東部、邑楽郡に属していた村。

## 地理
- 河川：利根川、谷田川

## 歴史
- 1889年（明治22年）4月1日 - 町村制施行により千津井村、江黒村、江口村、斗合田村及び田島村が合併[1]し千江田村が成立
- 1955年（昭和30年）3月1日 - 梅島村、佐貫村と合併し明和村となる。
- 1998年（平成10年）10月1日 - 明和村が町制施行し明和町となる。